# Moss flygplats, Rygge
Moss flygplats, Rygge (IATA: RYG, ICAO: ENRY) (norska: Moss lufthavn, Rygge) var en internationell flygplats i Rygge i Norge. Flygplatsen var belägen 10 kilometer sydost om Moss, 60 kilometer söder om Oslo samt 50 kilometer nordväst om riksgränsen mellan Sverige och Norge (norr om Strömstad). Flygplatsen öppnade den 8 oktober 2007 och var tänkt att fungera som en regional flygplats för Østfold samt en internationell flygplats för lågprisflygbolag och som en andra flygplats för Oslo. Allt passagerarflyg lades ned den 29 oktober 2016.

## Historia
De första planerna på en civil flygplats i Rygge kom år 1999 när företaget Rygge sivile Lufthavn AS bildades. Tanken var att utnyttja den militära flygbasen för att skapa en regional flygplats för Østfold, som också kunde användas till charter och lågprisflyg, ungefär som Sandefjord flygplats på andra sidan av Oslofjorden. Företaget tecknade avtal med flygvapnet och fick tillstånd från den norska regeringen år 2004, då byggandet började. Det första passagerarplanet startade från flygplatsen den 14 februari 2008. 
Man räknade med att Moss flygplats skulle ha stor tillväxt i antal passagerare och nå 2 miljoner inom ett fåtal år. Man nådde cirka 1,8 miljoner 2013.
Ryanair startade åtskilliga linjer under 2009. Ryanairs andra flygplats i trakten, Sandefjord, ligger 110 km från Oslo och denna 60 km. Ryanair tillkännagav den 24 november 2009 att man skulle starta en bas på flygplatsen.. I mars 2010 öppnades 16 nya linjer och tre flygplan baseras på flygplatsen. Totalt trafikerade Ryanair 22 linjer från flygplatsen. Ett problem för flygplatsen var att nästan bara Ryanair flög dit, vilket berodde på att affärsresenärerna inte valde den. Danish Air Transport gjorde försök med inrikesflyg 2012 men det lockade inte så många.
Efter att Norge höjt passagerarskatten 2016 beslutade Ryanair att kraftigt dra ner på antalet flygningar. Flygplatsen ansåg sig inte klara sig ekonomiskt på dessa villkor, så det fattades ett beslut om att lägga ned flygplatsen i oktober 2016.

## Planer på att öppna flygplatsen igen
Ett företag, Rygge Airport AS, med Knut R. Johannessen som generaldirektör och tidigare försvarsminister Anne-Grete Strøm-Erichsen som ordförande, arbetade sedan våren 2016 för att ta över driften av den civila delen av Moss flygplats, Rygge.. Företaget lovades en licens, och fick tillgång till "flygplatsanläggningar, landningsbanan och annan infrastruktur". 
I april 2017 såldes Rygge Civil Airport såldes till investmentbolaget Jotunfjell Partners och det pågår fortfarande ett aktivt arbete för civil flygtrafik på flygplatsen. Jotunfjell Partners hoppades ursprungligen att flyget skulle kunna starta på Rygge flygplats 2022 eller 2023, och flera ledare med erfarenhet från flygplatserna Amsterdam-Schiphols flygplats, Arlanda och Sandefjords flygplats  kopplades till projektet Covid-19-pandemin satte dock ett effektivt stopp för dessa planer, och 2021 försökte Jotunfjell sälja flygplatsen, men i januari meddelade flygplatsens ägare att flygplatsen "lades i malpåse".
I november 2022 beslutades att en statlig kommitté ska tillsättas för att utreda behovet av en tredje bana på Oslo flygplats, samt bedöma vilken roll de icke-statliga flygplatserna Rygge och Torp ska spela i framtiden. Transportminister Jon-Ivar Nygård konstaterade att flera utvecklingar gör det aktuellt att utreda framtida kapacitet och behov på Gardermoen. Han nämner nya noll- och lågutsläppslösningar inom flyget, förändringar i resebehov och resmönster, den tekniska utvecklingen de kommande åren samt ökad användning av drönare och nya flygplan som viktiga faktorer.
En kommitté tillsatt av transportministeriet rekommenderade 2024 att Moss Lufthavn Rygge inte skulle bli en hjälpflygplats för Gardermoen.

## Destinationer

### Inrikes
Inga destinationer.

### Utrikes
Inga destinationer.

### Nedlagda
| Flygbolag             | Destinationer |
| --------------------- | --- |
| Norwegian Air Shuttle | Alicante, Antalya, Aten, Dalaman, Las Palmas, Malaga, Pristina [säsong], Sarajevo [säsong], Thessaloniki, Valencia [säsong] |
| Ryanair               | Alicante, Barcelona, Berlin-Schönefeld, Bryssel-Charleroi, Dublin, Düsseldorf-Weeze, Faro [säsong], Gdańsk, Kaunas, Kraków, La Rochelle [säsong], Liverpool, London-Gatwick, London-Stansted, Madrid, Málaga, Memmingen, Newcastle, Palma de Mallorca [säsong], Beauvais-Tillé, Riga, Rom-Ciampino, Tammerfors, Wrocław, Valencia [säsong], Venedig-Treviso, Århus [säsong] |

#### Nedlagda charterdestinationer
| Flygbolag                        | Destinationer                      |
| -------------------------------- | ---------------------------------- |
| Evelop Airlines                  | Chania, Las Palmas de Gran Canaria |
| Freebird Airlines                | Antalya                            |
| Thomas Cook Airlines Scandinavia | Rhodos, Teneriffa-Södra            |